# Lostice-bægeret
Loštice-bægre er drikkebeholdere af ler med navn efter en lille by Loštice i det nordvestlige Mähren i Tjekkiet. De blev fremstillet fra slutningen af 1300-tallet til den første halvdel af 1500-tallet.

## Beskrivelse og udseende
Loštice-bægeret er en svagt skinnende mørkegrå eller mørkebrun drikkebeholder af ler, der er præget af en overflade dækket af små vabler og en krans af små ører på bægerets hals. Antallet på småører varierede mellem 3 og 17, men mest almindeligt var 4-6. De tjente ikke til at holde beholderen, men deres funktion var rent dekorativ. Bægerets overflade var grov, med små vabler, hvilket ikke er pænt efter nutidige normer, men der var to årsager til det; den ene var rent praktisk – man kunne sagtens holde det med en hånd fedtet af mad. Den anden årsag var parallellen til drikkebeholdere af glas, som også havde små bobler på deres ydre flade. Loštice-bægre var således en billigere imitation af glasbægre.
Deres volumen svarede til en tjekkisk måleenhed "žejdlík" (ca. 0,48 l) – det mindstes indhold var ¼ , et større ½ og et af de største 1 hel žejdlík.
Det slanke Loštice-bæger (det såkaldte type 3a) er den mest udbredte og mest karakteristiske type Loštice-keramik, andre typer er Loštice-potter som er uden småører, og lave og brede Loštice-bægre med småører.
Loštice-bægre blev fremstillet fra slutningen af 1300-tallet til den første halvdel af 1500-tallet. De var kendte i hele Mellemeuropa. Der findes også ét på det berømte triptykon Lysternes have af Hieronymus Bosch – i højre side på billedets mørkeste del, der sandsynligvis forestiller helvede.
Et af de mest typiske træk ved Loštice-bægre, deres vabelrige overflade, har givet navn til et datidigt medicinsk udtryk for en hudsygdom: "Loštice-ansigtet".

## Fremstilling
Materialet til Loštice-keramik er grafitler, der indeholder en jernforbindelse (pyrit) og trækul. Det blev brændt ved høj temperatur (omkr. 1200°C), og pyritten løste sig fra leret og skabte små bobler og vabler på overfladen. 
Bægrene blev altid lavet på en drejeskive.
Teknikken og opskriften blev glemt, og først for cirka 10 år siden opdagede tre tjekker (en arkæolog og to kunstnere og amatørkeramikere) den efter en række forsøg.